# 헌종실록
《헌종경문위무명인철효대왕실록》(憲宗經文緯武明仁哲孝大王實錄) 또는 《헌종실록》(憲宗實錄)은 1834년 음력 11월부터 1849년 음력 6월까지 조선 헌종 시대의 사실을 기록한 실록이다. 총 17권(부록 1권 9책)으로 구성되어 있으며, 《조선왕조실록》의 일부를 이룬다. 《헌종대왕실록》(憲宗大王實錄)이라고도 한다.

## 개요
1834년(헌종 즉위년) 음력 11월부터 1849년(헌종 15년) 음력 6월까지 총 14년 7개월에 걸친 헌종 시대의 국정 전반에 관한 역사적 사실을 편년체로 기록한 실록이다. 총 17권(부록 1권 9책)으로 구성되어 있으며, 《조선왕조실록》의 일부를 이룬다. 정식 명칭은 《헌종경문위무명인철효대왕실록》(憲宗經文緯武明仁哲孝大王實錄)이며, 표지에는 《헌종대왕실록》(憲宗大王實錄)으로 쓰여 있다.
헌종 승하 5개월 후인 1849년(철종 즉위년) 음력 11월 15일 실록 편찬을 위한 관직을 임명하면서 편찬이 시작되었다. 당시 임명된 이는 총재관에 조인영, 겸 지실록사에 서희순, 이약우, 김난순 등 10명, 겸 동지실록사에 조병준, 김보근 등 4명이었다. 약 2년 후인 1851년(철종 2년) 음력 8월에 《헌종실록》이 완성되어 음력 9월에 각 사고에 보관하고 철종이 《헌종실록》 편찬관들에게 상을 내렸다. 이듬해 음력 7월 27일 세초 작업을 실시하였다.
실록 편찬자는 총재관에 조인영, 정원용, 권돈인, 김도희, 박희수, 김흥근, 박영원 등 7명, 도청당상에 조두순과 서기순, 찬수당상에 김좌근 등 10명, 교수당상 2명 등이다.

## 특징
- 주요 내용은 안동 김씨와 풍양 조씨에 의한 세도 정치, 이양선의 출몰, 천주교 박해, 삼정 문란 등이다. 그러나 기사의 내용이 적고, 아예 기사가 없는 날도 많은 편이다.
- 부록에는 아들 헌종을 추모하는 신정왕후의 언문 교서, 헌종의 시책문, 애책문, 비문, 묘지문, 시장, 행장이 수록되어 있다.[3]
- 편찬 이듬해인 1852년, 편찬의 전말을 기록한 《헌종실록청의궤》(憲宗實錄廳儀軌)가 간행되었다. 1책 114장으로 구성되어 있다. 처음에 오대산에 보관했으며, 현재는 서울대학교 규장각한국학연구원에서 보관 중이다.[5]